# Żabnica (Pomerania)
Żabnica [pronunciación en polaco: /ʐabˈnit͡sa/] (en alemán: Mönchskappe) es un pueblo en el distrito administrativo de Gmina Gryfino, dentro del Distrito de Gryfino, Voivodato de Pomerania Occidental, en el noroeste de Polonia, cercano a la frontera con Alemania. Se encuentra aproximadamente 4 kilómetros al norte de Gryfino y 17 kilómetros al sudoeste de la capital regional, Szczecin.
El pueblo tiene una población de 420 habitantes.